# Robert-Jean Longuet
Robert-Jean Gustave Longuet (9. prosince 1901, Paříž – 19. března 1987, Paříž) byl francouzský právník, novinář a socialistický aktivista. Byl synem Jeana Longueta, vnukem revolucionáře Charlese Longueta a pravnukem Karla Marxe. Hrál významnou roli ve francouzském a severoafrickém antikolonialistickém hnutí.

## Život
V letech 1924 až 1926 byl redaktorem v časopise Le Quotidien, následně se stal redaktorem Nouvelle Revue Socialiste.
Po cestě do Maroka v letech 1926 a 1927 začal jako právník obhajovat ozbrojené bojovníky proti kolonialismu. V roce 1932 založil s marockými intelektuály Mohamedem Vazzaním, Ahmedem Balafredžem a Omarem Abdeldžálilem časopis Maghreb, který vycházel až do roku 1935.
Spolupracoval také s pacifistickým a protirasistickým časopisem Clarté, kde se setkal s Romainem Rollandem nebo Paulem Langevinem, společně s Henrim Barbussem psal sloupky pro Paix et liberté. Tvořil také pro list Le Populaire, napojený na francouzskou sekci Druhé internationály (SFIO). V souladu s politikou levého křídla SFIO kritizoval koloniální politiku vlády lidové fronty v době hladomoru v severní Africe.
Po italské invazi do Habeše zastupoval napadenou zemi při jednáních v Ženevě.
Před vypuknutím druhé světové války odešel do Spojených států, kde zůstal pět let. Za války podporoval Charlese de Gaulla.
Po válce byl především novinářem. Pracoval jako washingtonský dopisovatel komunistického deníku Ce soir, později jako redaktor deníku Libération.
Nakonec působil v Africe, zejména v Maroku, a východní Evropě. Během alžírské války bránil ozbrojence Fronty národního osvobození a velkou pařížskou mešitu. V roce 1979 vyšla v Lucembursku jeho kniha V srdci Evropy, ve které popisoval oficiální komunistickou normalizační verzi událostí Pražského jara 1968, její problémy s hledáním vydavatele interpretoval komunistický tisk jako důkaz nesvobody tisku ve Francii. Knihu napsal na základě materiálu sesbíraného během svého pobytu v Československu na začátku 70. let, v roce 1979 se do Prahy znovu vrátil k další návštěvě.
Zemřel po dlouhé nemoci ve věku 85 let, pohřbený je na hřbitově Père-Lachaise.

## Dílo
- La Profession d’avocat (Povolání advokáta), 1932
- Colonialisme et civilisation (Kolonialismus a civilizace), 1934
- La Question coloniale (Koloniální otázka), 1936
- Karl Marx, mon grand-père (Karl Marx, můj dědeček), 1977
  - česky Můj pradědeček Karel Marx, 1979
- Au cœur de l’Europe, le "printemps" ou "l’automne" de Prague (V srdci Evropy, „jaro“ nebo „podzim“ Prahy), Lucemburk, 1978
  - česky V srdci Evropy, 1979